# دهستان تشکن
تشکن، دهستانی از توابع بخش مرکزی شهرستان چگنی در استان لرستان ایران است.

## زبان
زبان بیشتر مردم این منطقه لری است.

## جمعیت
براساس سرشماری سال۱۳۹۸ جمعیت آن۱۴۰۰۰ نفر(۳۲۰۰ خانوار) بوده‌است.